# Das Tor zur Hölle (1952)
Das Tor zur Hölle ist ein US-amerikanischer Western aus dem Jahr 1952 von Charles Marquis Warren mit Sterling Hayden, Joan Leslie und Ward Bond in den Hauptrollen. Der Film wurde von ‘’Commander Films’’ produziert und ist ein loses Remake des 1936 entstandenen Dramas Der Gefangene der Haifischinsel von John Ford. Das Drehbuch basiert auf einer Originalstory von Charles Marquis Warren und John C. Champion.

## Handlung
Kansas wird nach dem Ende des Bürgerkrieges von einer Bande konföderierter Ex-Soldaten mit Raubzügen und Überfällen terrorisiert. Als sich der Bandenchef Verne Brechene einige Rippen bricht, sucht er Zuflucht bei dem Tierarzt Gil Hanley, der als ehemaliger Südstaatler von der übrigen Bevölkerung mit Misstrauen behandelt wird. Gil und seine Frau Elly versorgen Brechene, der bei seinem Aufbruch seine Pferde, mit denen der Hanleys tauscht und ihnen eine Satteltasche mit Geld überlässt. Als Unionssoldaten die Satteltasche entdecken, gerät Gil unter Verdacht der Komplizenschaft mit der Bande und wird festgenommen. Bei der Gerichtsverhandlung fordert Gil, dass Brechene festgenommen und befragt wird. Brechene jedoch weigert sich bei seiner Festnahme zu Gunsten Gils auszusagen, weil er sich von dem Arzt falsch behandelt fühlt.
Gil wird ins Hellgate-Gefängnis in New Mexico überstellt. Die Wachmannschaft steht unter dem Kommando von Lieutenant Voorhees, dessen Frau und Tochter von der Bande getötet wurden. Das Gefängnis, gebaut in einer Höhle in der Wüste, gilt als ausbruchssicher. Da Voorhees verboten wurde, Gil aus Rache zu töten, hofft er auf einen Fluchtversuch des Arztes, bei dem er ihn auf der Flucht erschießen kann. Zu Gils Mitgefangenen zählen George Nye, Dundy Boyd, Jumper Hall, Dan Mott, der Indianer Hunchy und der hitzköpfige George Redfield. Gil erkennt, dass Mott schwere innere Verletzungen hat, dennoch wird er von Redfield misshandelt, dem jedoch bald klar wird, dass Matt einen Weg durch die Wüste in die nächste Stadt kennt. Nye leidet unter einem Klingeln im Ohr, das ihn derart entnervt, dass er am nächsten Tag in die Wüste läuft. Voorhees lässt ihn laufen und erfreut sich an dem Gedanken, dass Nye in der Wüste umkommen wird.
In den nächsten Wochen muss Gil am Bau einer Zisterne mitarbeiten. Dazu wird er von Redfield gezwungen, nachts bei einer Tunnelgrabung zu helfen. In der Zwischenzeit hat Elly Briefe an Gil geschrieben, die jedoch von Voorhees zurückgehalten werden. In der Nacht flüstert Mott Gil zu, dass er eine Wegskizze an eine Tür gezeichnet hat. Als Redfield ihn erneut misshandelt, stirbt Mott. Kurz darauf ist der Tunnel fertiggestellt. Gil bittet Hall, die Zellenschlüssel zu stehlen, damit er seine Briefe mitnehmen kann, jedoch erkennen die Wachen schnell, dass jemand fehlt. Gil schleicht zurück und stellt sich, um Boyd, der die Wachen abzulenken versuchte, zu schützen. Boyd wird für seine Lüge ausgepeitscht. Erzürnt lässt Gil die anderen Gefangenen frei, die am Gefängnistor von Voorhees und seinen Männern abgefangen werden.
Gil wird für einige Tage in einen Käfig in der prallen Sonne gesperrt. Nach seiner Strafe plant Gil einen erneuten Ausbruch, doch der Plan wird von Hall an Voorhees verraten. Zwar erreichen die Gefangenen die Wüste, doch bis auf Gil werden alle von Indianern und den verfolgenden Wachen getötet. Voorhees erklärt, dass ihm die Freilassung Gils angeordnet wurde, um als Köder für den mittlerweile entkommenen Brechene zu dienen. Doch Voorhees ignoriert die Anordnung und lässt Gil erneut in den Käfig sperren. Als ein Wächter an Typhus erkrankt, errichten die Bewohner der nächsten Stadt aus Furcht vor einer Epidemie Barrikaden. Damit ist das Gefängnis auch von der Wasserversorgung abgeschnitten. Da Wassermangel zu einer Ausbreitung der Seuche führen kann, ist Voorhees sehr beunruhigt. Ihm wird klar, dass nur Gil als Mediziner helfen kann, zumal er den Weg durch die Wüste kennt. Gil ringt Voorhees das Versprechen ab, dass der einen neuen Gefangenen, ein erkranktes Bandenmitglied, befragen soll, der bezeugen kann, dass Gil nicht zur Bande gehört. Voorhees gibt widerwillig die Erlaubnis, dass Gil das Gefängnis verlässt.
Gil macht sich auf den Weg in die Stadt, dabei sieht es für Voorhees so aus, als würde Gil sich Richtung Mexiko bewegen. Gil erreicht die Barrikade und wird angeschossen. Er kann die Einwohner überzeugen, dass die Kranken behandelt werden müssen, um der drohenden Seuche Herr zu werden. Als Gil mit Wasser zurückkehrt, erzählt Voorhees seinen Männern, der in der Zwischenzeit gestorbene Gefangene habe bezeugt, dass Gil kein Bandenmitglied sei.
Einige Tage später verfasst Elly einen weiteren Brief, als sie Schritte an der Tür hört. Sie öffnet und fällt glücklich ihrem Mann in die Arme. 

## Produktion

### Hintergrund
Gedreht wurde der Film vom 25. März bis Mitte April 1952 auf der Movie Ranch von Ray Corrigan im Simi Valley, im Bronson Canyon sowie in den Universal-Studios in Universal City.
Im April 1949 wurde bekanntgegeben, dass Universal-International Pictures die Rechte an der Originalstory erworben habe. Der geplante Drehbeginn im Januar 1952 musste wegen schlechter Wetterbedingungen bis in den März verschoben werden. Für die Rolle des Gil Hanley war Lloyd Bridges vorgesehen, der jedoch von Sterling Hayden ersetzt wurde.

### Stab
Frank Paul Sylos oblag die künstlerische Leitung. Andrew V. McLaglen arbeitete als Regieassistent, Archie R. Dalzell als Kameraführer.

### Besetzung
In kleinen nicht im Abspann erwähnten Nebenrollen traten Timothy Carey, James Dobson und House Peters Jr. auf. 

## Veröffentlichung
Die Premiere des Films fand am 5. September 1952 statt. In der Bundesrepublik Deutschland kam er am 13. November 1953 in die Kinos, in Österreich im August 1954. 

## Kritiken
Das Lexikon des internationalen Films schrieb: „Glanzlose Neuverfilmung.“
Lee Pfeiffer vom Portal Cinema Retro befand, es handele sich keinesfalls um einen klassischen oder künstlerischen aber dennoch um einen intelligenten, gut gemachten Western, der das Zuschauerinteresse hochzuhalten vermag.